# 清風会 (書道団体)
清風会（せいふうかい）は、書道の普及を目的に設立された書道団体。1966年に木村東道によって設立され、清風会本部が運営・管理・指導している。

## 本部所在地
東京都荒川区東日暮里1-39-11

## 歴代会長
- 初代　木村東道（1966年 - 2007年）
- 二代　木村朱炎（2007年 -

## 主な活動内容
- 清風会認定書道教室の運営・管理・指導
- 月刊書道専門指導書 『清風』 による通信教育
- 毎月の検定及び作品の添削
- 全国書道教授資格認定試験実施（年2回）
- 特別編入試験実施（毎月）
- 清風書道展の主催
- 書道用品の販売
- 副読本の発行
- 認定証の授与

## 資格の授与
- 公益社団法人 日本書作家協会公認の書道教授（師範）
- 清風書道教室支部長

## 清風会発行の主な図書
- 『清風書道講座（基礎講座）』
- 『清風楷書手本』
- 『清風行書手本』
- 『清風草書手本』
- 『唐詩選条幅集』
- 『新古隷の書法』
- 『清風千字文 行書篇』
- 『清風千字文 草書篇』
- 『清風千字文 新古隷篇』